# You’re a Woman, I’m a Machine
You’re a Woman, I’m a Machine — альбом канадской группы Death From Above 1979, выпущенный 26 октября 2004 года. Получивший в июле 2006 статус золотого альбома в Канаде.

## Запись
You're a Woman, I'm a Machine был записан с февраля по апрель 2004 года на студиях Chemical Sound в Торонто и Studio Plateau в Монреале Себастьяном Грэйнджером (вокал, ударные) и Джесси Ф. Килером (бас-гитара, синтезатор).
Альбом берет своё название из цитаты первой серии перезапуска Battlestar Galactica, где Гай Балтар говорит Каприке-6: «You're a woman». На что она отвечает: «I'm a machine».

## Список композиций
1. «Turn It Out» — 2:39
2. «Romantic Rights» — 3:15
3. «Going Steady» — 2:49
4. «Go Home, Get Down» — 2:19
5. «Blood on Our Hands» — 2:59
6. «Black History Month» — 3:48
7. «Little Girl» — 4:00
8. «Cold War» — 2:33
9. «You’re a Woman, I’m a Machine» — 2:53
10. «Pull Out» — 1:50
11. «Sexy Results» — 5:55

Бонус к японскому изданию:
1. «Romantic Rights» (The Phones Lovers remix) — 4:40

Бонус на виниле:
1. «Do It»

### Бонусный CD в Англии
1. «Better Off Dead» (La Peste cover) — 2:17
2. «Blood on Our Hands» (Justice remix) — 3:52
3. «Do It 93!» (live in Rio) — 4:52
4. «Romantic Rights» (Erol Alkan’s Love from Below re-edit) — 6:20
5. «Little Girl» (MSTRKRFT edition) — 3:36
6. «You’re Lovely (But You’ve Got Lots of Problems)» — 3:06
7. «Blood on Our Hands» (видео)
8. «Romantic Rights» (видео)